# Антон Іпсен
Антон Іпсен (дан. Anton Ipsen, 4 вересня 1994) — данський плавець.
Учасник Олімпійських Ігор 2016 року.